# New York City FC
New York City Football Club – amerykański klub piłkarski z siedzibą w Nowym Jorku, który od sezonu 2015 rozpoczął grę w Major League Soccer. Klub został założony 21 maja 2013.
W 80% właścicielem nowojorskiego klubu jest Chaldun al-Mubarak, prezes Manchesteru City, a także właściciel City Football Group, zaś pozostałe 20% należy do przedsiębiorstwa Yankee Global Enterprises.
Klub został założony z inicjatywy komisarza MLS Dona Grabera.
Pierwszym w historii klubu piłkarzem został Hiszpan David Villa, który do nowojorskiej drużyny dołączył na zasadzie wolnego transferu z Atlético Madryt w czerwcu 2014 roku. Innymi znanymi zawodnikami są m.in. Frank Lampard, Andrea Pirlo czy Andoni Iraola.
Swój pierwszy mecz w MLS New York City rozegrało 8 marca 2015 roku przeciwko Orlando City. Spotkanie zakończyło się remisem 1:1, a pierwszą bramkę dla nowojorskiej drużyny zdobył Mix Diskerud.

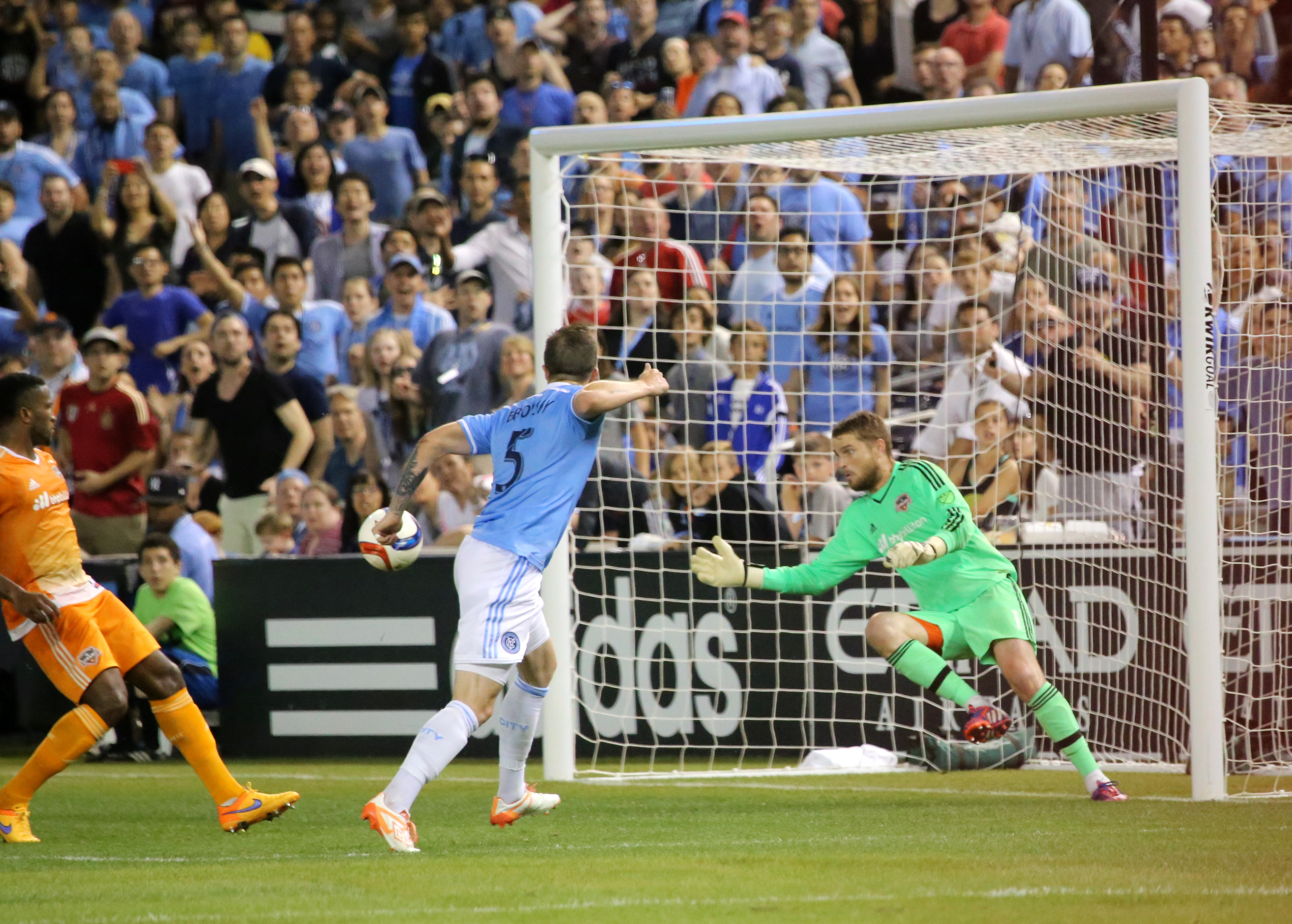
New York City FC podczas meczu z Houston Dynamo.

## Skład zespołu
Stan na 26 marca 2023
| Nr | Poz. | Piłkarz                               |
| -- | ---- | ------------------------------------- |
| 1  | BR   | Luis Barraza                          |
| 3  | OB   | Braian Cufré (wypożyczony z Mallorca) |
| 4  | OB   | Maxime Chanot                         |
| 6  | PO   | James Sands                           |
| 7  | PO   | Alfredo Morales                       |
| 10 | PO   | Santiago Rodríguez                    |
| 11 | PO   | Gabriel Pereira                       |
| 12 | OB   | Malte Amundsen                        |
| 13 | OB   | Thiago Martins                        |
| 17 | PO   | Matías Pellegrini                     |
| 18 | OB   | Christian McFarlane                   |
| 19 | NA   | Gabriel Segal                         |
| 20 | PO   | Richard Ledezma (wypożyczony z PSV)   |
| 21 | NA   | Andres Jasson                         |

| Nr | Poz. | Piłkarz          |
| -- | ---- | ---------------- |
| 22 | NA   | Kevin O'Toole    |
| 24 | OB   | Tayvon Gray      |
| 25 | BR   | Cody Mizell      |
| 27 | NA   | Jonathan Jiménez |
| 29 | PO   | Máximo Carrizo   |
| 30 | OB   | Samuel Owusu     |
| 32 | PO   | Jonny Shore      |
| 33 | OB   | Nico Benalcazar  |
| 35 | OB   | Mitja Ilenič     |
| 43 | NA   | Talles Magno     |
| 49 | BR   | Matt Freese      |
| 55 | PO   | Keaton Parks     |
| 80 | PO   | Justin Haak      |
| 93 | OB   | Tony Alfaro      |